# Mardan Palace
Mardan Palace — курортно-гостиничный комплекс-городок в Турции с 2018 года входит в состав сети отелей Titanic Mardan Palace, построенный Тельманом Исмаиловым и открытый 23 мая 2009 года в день 100-летия его отца, по имени которого получил название. Находится в 20 км к востоку от центра Антальи, в городском районе Аксу. Комплекс расположен на берегу Средиземного моря в устье реки Аксу, у пляжной зоны Лара. Общая площадь — 18 га, стоимость сооружения — 1,4 млрд $.

## История строительства и эксплуатации
При возведении заявленной как семизвёздочная 562-номерной гостиницы было использовано 10 тыс. м² позолоты, 500 тыс. хрустальных украшений и 23 тыс. м² итальянского мрамора. Пляж был облагорожен 9 тыс. тонн малонагревающегося белого песка, доставленного из Египта.
На церемонии открытия отеля был устроен один из самых масштабных в истории фейерверков и присутствовали почётные гости: президент Казахстана Нурсултан Назарбаев, мэр Москвы Юрий Лужков с супругой, мировые звёзды кино и эстрады Ричард Гир, Шэрон Стоун, Том Джонс, Моника Беллуччи, Мэрайя Кэри, Пэрис Хилтон, Иосиф Кобзон, Филипп Киркоров и другие. Комплекс был назван «самым дорогим отелем континента» (немецкой газетой Süddeutsche Zeitung) и «самым дорогим и люксовым курортом Европы и Средиземноморья». Комплекс был удостоен от World Tourism Awards наградами «Наиболее роскошный отель Европы», «Наилучший спа-центр Европы», «Самый большой бассейн Средиземноморья».
На территории отеля-курорта имеются самый большой в Средиземноморье открытый плавательный бассейн площадью 20 тыс.м² с окружающим кольцевым каналом, мостами и 4 внутренними панорамными аквариумами с 3 тысячами рыб, два крытых бассейна, два концертно-банкетных зала на 1200 и 800 человек, открытый амфитеатр на 900 человек, кинотеатр, малые салоны, СПА-центр, хаммамы, сауны, снежная комната, детский центр, бизнес-центр, ночной и другие клубы, боулинг, теннисные корты, футбольное поле, зоопарк, фонтаны, пирс, экскурсионное бюро. Имеются более двух десятков баров, кафе и ресторанов, в том числе морепродуктов между аквариумами посреди плавательного бассейна, турецкой, русской, японской, тайской, итальянской, французской кухни и т. д. До пляжа и пирса курсируют подвозящие «паровозики» и гондолы, которые также катают отдыхающих по кольцевому каналу. По вечерам проводится лазерно-музыкально-фонтанное шоу, днём — прогулки на вертолёте.
Основное здание отеля состоит из трех частей-корпусов:
- Крыло Долмабахче, напоминает известнейший стамбульский султанский дворец Долмабахче;
- Анатолийское крыло, выполнено в стиле стамбульской Высшей военной школы Кулели;
- Европейское крыло.

На территории комплекса также расположены 5 вип-вилл и реплики стамбульских Девичьей башни и Галатского моста. А также «Мардан» (тур. Mardan Sports Complex) — футбольный стадион.
В ноябре 2015 года стало известно, что комплекс был приобретён турецким госбанком Halkbank на аукционе за 361 миллион турецких лир (123 млн долларов), хотя первоначально объект был оценен в 719 млн лир. Перед покупкой Mardan Palace испытывал финансовые трудности: у него образовалась задолженность перед банками Halkbank и Garanti Bankası; в связи с долгами комплекса было возбуждено 67 уголовных дел.
Осенью 2017 года гостиничный комплекс перестал принимать отдыхающих, за неуплату долгов был отключён от водоснабжения и электроснабжения, весь его персонал покинул территорию. В ноябре турецкие СМИ сообщили о массовых случаях мародёрства на территории заброшенного отеля.
В конце 2018 года Mardan Palace, который не работал с августа 2017 года, обрел новых владельцев. С 2018 года он принадлежит турецкой сети отелей Titanic Hotels. Произошла смена названия на Titanic Mardan Palace.